# Kawasaki 350 S2
Die Kawasaki 350 S2 war ein Motorrad des japanischen Herstellers Kawasaki Motorräder und wurde von 1970 bis 1973 gebaut.
In Japan wurde sie 350-SS benannt und in den USA bekam sie den Zusatz Mach II.

## Geschichte und Technik
1971 erschien die 350 S2 Mach II auf dem Markt. Sie ersetzte die 350 Avenger A7 mit einem Zweizylinder und Drehschieber-Einlass-Steuerung seitlich, die 42 PS (35 kW) bei 7.500 min−1 produziert hatte.
Die 350 S2 wurde von einem luftgekühlten Dreizylinder-Reihenmotor mit 120 Grad Hubversatz angetrieben. Die Kolbenkanten steuerten den Einlass. Um eine Überhitzung des mittleren Zylinders vorzubeugen, wurden die äußeren Kühlrippen so geformt, dass ihn zusätzliche Luft erreichte. Der Motor hatte eine Zündung mit 3 Unterbrecherkontakten und drei Mikuni-Vergaser. Ein schmaler Rückgratrohrrahmen mit zwei Unterzügen bildete die Basis des Motorrads, eine Teleskopgabel und eine zweiarmige Hinterradschwinge nahmen die Räder mit Reifen in der Dimension 3.00–18 (vorne) und 3.50–18 (hinten) auf. Verzögert wurde das Vorderrad mit einer 180-mm-Duplex-Trommelbremse, hinten mit einer 180 mm Simplex-Bremse. Erst 1973 wurde bei der 350 S2A vorne eine Scheibenbremse verbaut. 
Durch den Erfolg der 500 H1 Mach III angeregt, wurde in den kleineren Klassen 1971 die 250 S1 Mach I (250-SS) und Kawasaki 350 S2 Mach II (350-SS), sowie 1973 die 400 S3 (später KH400) angeboten. Als Topmodell ab 1972 hatte Kawasaki die 750 H2 Mach IV im Programm. 
Gut erhaltene 350 S2 Exemplare werden heute für über 4.500 Euro angeboten.
Generalimporteur der aufstrebenden Kawasaki Motorräder für Deutschland von 1969 bis 1975 war Detlev Louis.

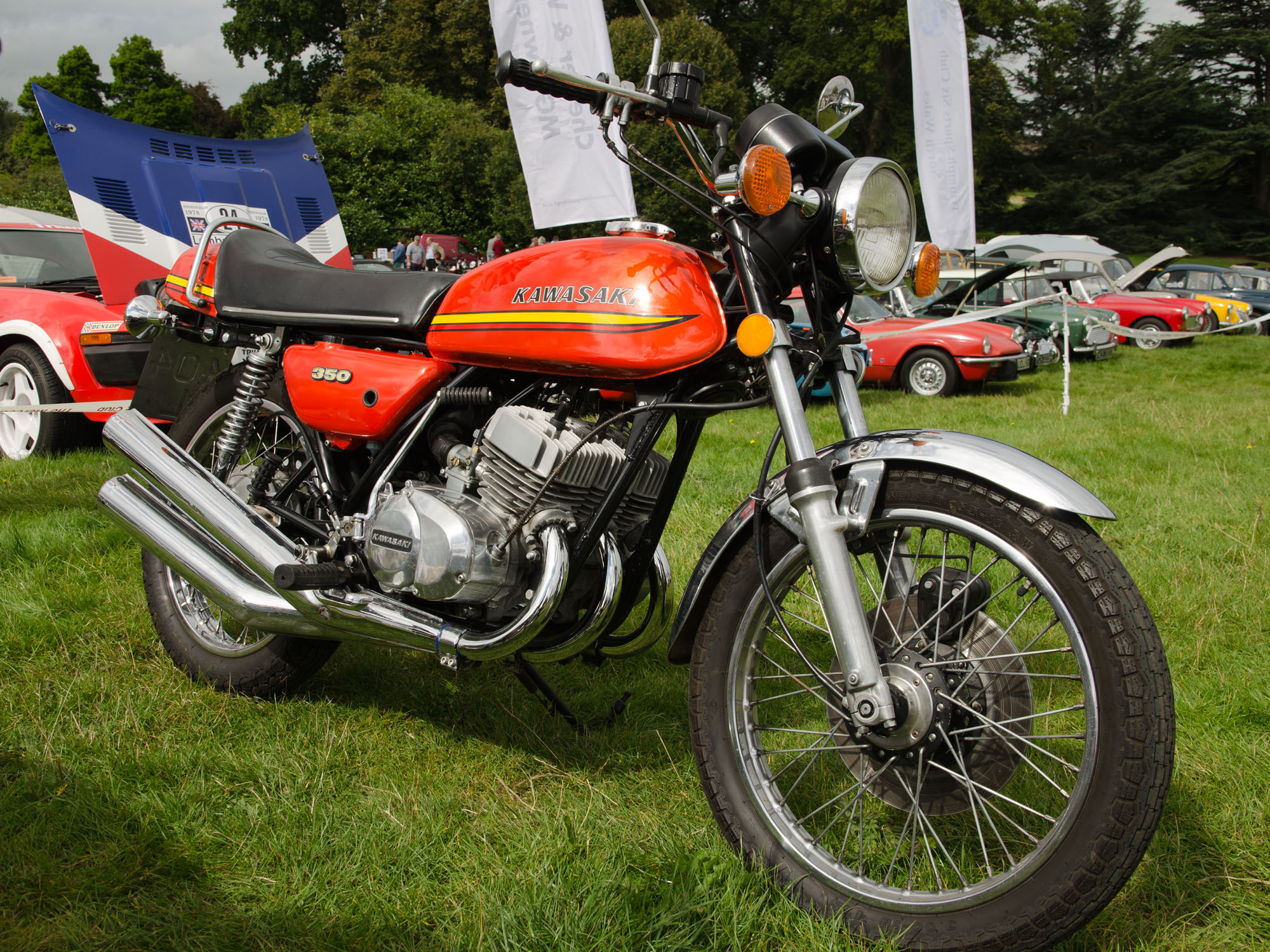
Kawasaki 350 S2A von 1973

## Produktion-Übersichtstabelle
| Jahr   | 350 S2 |
| 1970   | 123    |
| 1971   | 24.200 |
| 1972   | 17.333 |
| 1973   | 3.274  |
| Gesamt | 44.930 |